# Elmer Austin Benson
Elmer Austin Benson (Appleton, 1895. szeptember 22. – Appleton, 1985. március 13.) az Amerikai Egyesült Államok szenátora (Minnesota, 1935–1936).